# Tropojë (obec)
Okres Tropojë (albánsky Rrethi i Tropojës) je okres v Albánii v kraji Kukës. Žije zde 28 000 obyvatel (odhad z roku 2004) a jeho rozloha je 1 043 km². Nachází se na severu Albánie, jeho správním střediskem je Bajram Curri. V okrese se nachází též stejnojmenné město.